# 小野寺裕
小野寺 裕（おのでら ゆたか、1940年（昭和15年） - ）は、日本の実業家。日本ホフマン株式会社代表取締役社長、日本エコノス株式会社代表取締役社長、特定非営利活動法人NPO荘内理事長、特定非営利活動法人日本バイオ経営士協会副理事長。

## 略歴
- 1940年（昭和15年） - 山形県東田川郡藤島町（現・鶴岡市）に生れる。
- 1964年（昭和39年） - 慶應義塾大学工学部卒業
  - 日東化学工業株式会社中央研究所 入所（1973年（昭和48年）まで）
- 1965年（昭和40年） - 東京都立大学 (1949-2011)工学部化学工学研究室 勤務
- 1974年（昭和49年） - 日本ホフマン株式会社設立 代表取締役 就任
- 1994年（平成6年） - 日本エコノス株式会社設立 代表取締役 就任
- 2002年（平成14年） - 特定非営利活動法人NPO荘内設立 理事長 就任
- 2003年（平成15年） - 特定非営利活動法人日本バイオ経営士協会設立 副理事長 就任